# Дрюон, Морис
Мори́с Самюэ́ль Роже́ Шарль Дрюо́н (фр. Maurice Samuel Roger Charles Druon; 23 апреля 1918, Париж, Франция — 14 апреля 2009, там же) — французский писатель, член Французской академии (1967), министр культуры Франции (1973—1974).

## Биография

### Семья
Морис Дрюон по отцовской линии происходил из известной в Оренбурге еврейской купеческой семьи Леск, владевшей в городе крупным универсальным магазином с филиалами в Уфе, Самаре и Самарканде. Его прадед — купец первой гильдии Антон Осипович Леск, родом из Вильно — был одним из учредителей «Общества пособия бедным евреям города Оренбурга». Дед Дрюона — врач Шмуэль-Ошер Берович Кессель — переселился к семье жены (Раисы Антоновны Леск) в Оренбург из Шавли Ковенской губернии после кратковременного пребывания с женой в еврейской земледельческой колонии Клара, организованной Фондом барона Мориса де Гирша в Аргентине (где в 1898 году родился их старший сын — писатель Иосиф Кессель). Бабушка писателя, Раиса Антоновна Леск, родилась в Мемеле, где её отец до переезда в Оренбург был редактором местной еврейской газеты. Самуил Кессель и Раиса Леск познакомились в студенческие годы в Монпелье, где изучали медицину; поженились в 1895 году в Оренбурге перед переездом в Аргентину.
Отец Дрюона, актёр Лазарь Самуилович Кессель (20 мая 1899—1920), покинул Россию вместе с родителями и братом в 1908 году и осел в Ницце, где играл под актёрским псевдонимом Сибер, но покончил с собой в возрасте 21 года. Официально он так и не признал своего сына, который родился от его внебрачной связи с актрисой Леониллой Самюэль (1893—1991), внучатой племянницей французского поэта и изобретателя Шарля Кро. На момент рождения мальчика Леонилла состояла в браке с художником Роже Вильдом (1894—1987), и при рождении будущий писатель был записан как Самюэль Роже Шарль Вильд. Мать впоследствии вышла замуж за нотариуса Рене Дрюона (1874—1961) и приняла его фамилию. В 1926 году он усыновил Мориса и дал ему свою фамилию. Большое влияние на юного Дрюона оказал его дядя, брат Лазаря Жозеф (Иосиф) Кессель (1898—1979), писатель, журналист и герой Французского Сопротивления.

### Литературная карьера
Учился на литературном факультете в Париже.
В годы Второй мировой войны участвовал в движениях Сопротивления и «Свободная Франция», был военным корреспондентом.
Самюэль Дрюон использовал псевдоним «Морис Дрюон», в 1969 году сделал «Морис» своим первым официальным именем.
Был министром культуры Франции при президенте Помпиду, затем в 1978 году избирался депутатом в парламент (до 1981 года).
В течение 14 лет Дрюон занимал пост постоянного секретаря Французской академии. С 2007 года он был старейшим по времени избрания членом Французской Академии (после смерти Анри Труайя), ведал вопросами развития литературы и различных видов искусства, изданием академического словаря.
Скончался Дрюон в своей парижской квартире, не дожив немногим более недели до своего 91-летия.

## Литературное творчество
Писатель тяготел к натурализму (новеллы «Огненная туча», 1938). Наиболее известен по своим остросюжетным историческим произведениям «Проклятые короли». В СССР книги этой серии были переведены на русский язык и печатались большими тиражами. Например, переиздание двух первых книг серии «Проклятые короли» было издано на русском языке в 1981 году тиражом 1800 тыс. экз.
Морис Дрюон — один из соавторов «Песни партизан», ставшей неофициальным гимном Французского Сопротивления во время Второй мировой войны (русский текст и музыка Анны Марли, французская версия создана 30 мая 1943 года Дрюоном совместно с Жозефом Кесселем). 8 декабря 2006 года решением Министерства культуры Франции рукопись «Песни» была признана историческим памятником.

## Произведения
- «Огненная туча», 1938 (новеллы)
- «Мегарей», 1942 (героико-патриотическая драма)
- «Поезд 12 ноября…», 1943 (летописное свидетельство)
- «Песнь партизан», 30 мая 1943, совместно с Ж. Кесселем
- «Письма европейца», 1944 (публицистика)
- «Последняя бригада», 1946 (повесть о войне)
- «Властелины равнины», 1962 (цикл «рыцарских» рассказов)
- «Конец людей», 1948—1951 (трилогия) (La Fin des hommes) — Гонкуровская премия (1948) за первый том «Сильные мира сего» (Les Grandes Familles). Второй том «Крушение столпов» (1950) (La Chute des corps). Третий том «Свидание в аду» (1951) (Rendez-vous aux enfers).
- «Заметки», 1952
- «Сладострастие бытия», 1954 (натуралистический роман)
- «Тисту — мальчик с зелеными пальцами», 1957 (детская сказочная повесть)
- «Проклятые короли» тт. 1—6, 1955—1960, т. 7, 1977 (серия исторических романов)
  - «Железный король»
  - «Узница Шато-Гайара»
  - «Яд и корона»
  - «Негоже лилиям прясть»
  - «Французская волчица»
  - «Лилия и лев»
  - «Когда король губит Францию»
- «Александр Великий, или книга о Боге», 1958
- «Мемуары Зевса», т. 1, 1963 и т. 2, 1967 (мифологическая дилогия)
- «Париж от Цезаря до Людовика Святого», 1964, на русском языке впервые в 2009.
- «Власть», 1965
- «Счастье одних…», 1967 (цикл рассказов)
- «Будущее в замешательстве» (L’Avenir en désarroi), 1968 (памфлет о Всеобщей забастовке 1968 во Франции)
- «Заря приходит из небесных глубин», 2006 год, на русском языке впервые в 2011 (мемуары; пер. с фр. Л. Ефимова)
- «Морис Дрюон и Жозеф Кессель: Российские корни», 2008 (Пер. с фр. В. В. Леонтьева / Сост., автор вступит. статьи И. В. Храмов. — Оренбург: Печатный дом «Димур», 2008. — 244 с., илл. Российские главы из мемуаров М.Дрюона. Издание на французском и русском языках)
- «Это моя война, моя Франция, моя боль», 2009, на русском языке впервые в 2012 (мемуары; пер. с фр. Л. Ефимова)

## Фильмография
- «Проклятые короли» / Les Rois maudits (сериал), 2005
- Великие семьи / Les grandes familles (сериал), 1989
- Tistou les pouces verts (ТВ), 1981
- Дело времени / A Matter of Time, 1976
- «Проклятые короли» / Les Rois maudits (сериал), 1972
- Пять миль до полуночи / Le couteau dans la plaie, 1962
- Барон де Л’Эклюз / Le Baron de l’écluse, 1960
- Сильные мира сего, 1958
- Vertigine d’amore, 1949

## Награды и премии
- Кавалер Большого креста ордена Почётного легиона (2001)
- Командор ордена Искусств и литературы
- Памятная медаль добровольца движения за свободную Францию
- Кавалер Большого креста ордена «За заслуги перед Итальянской Республикой» (1 октября 1973 года, Италия)[10]
- Орден Дружбы народов (26 июля 1993 года, Россия) — за большой вклад в развитие и укрепление культурных связей между Россией и Францией[11]
- Рыцарь-командор ордена Британской империи (Великобритания)
- Великий офицер ордена заслуг pro Merito Melitensi Суверенного Мальтийского ордена
- Командор ордена Леопольда I (Бельгия)
- Большой крест ордена Христа (Португалия)
- Командор ордена Феникса (Греция)
- Большой крест ордена Ацтекского орла (Мексика)
- Гранд-офицер ордена Освободителя Сан-Мартина (Аргентина)
- Офицер ордена Мая (Аргентина)
- Гранд-офицер Национального ордена Льва (Сенегал)
- Гранд-офицер ордена Южного Креста (Бразилия)
- Гранд-офицер ордена Алауитского трона (Марокко)
- Командор ордена Культурных заслуг (Монако)
- Гранд-офицер национального ордена Заслуг (Тунис)
- Орден Ливана
- Гонкуровская премия (Prix Goncourt, 1948)
- Премия принца Монакского (Prix littéraire de la Fondation Prince Pierre de Monaco, 1966)
- Премия Сен-Симон (Prix Saint-Simon, 1998)
- Премия д’Обинье (Prix Agrippa d’Aubigné, 2000)
- Иностранный член Афинской академии (1981)[12]
- Иностранный член Российской академии наук (2006)
- Почётный доктор (honoris causa) Йоркского университета (Торонто), Бостонского университета и Тиранского университета